# 塩町駅
塩町駅（しおまちえき）は、広島県三次市塩町にある、西日本旅客鉄道（JR西日本）の駅である。

## 概要
当駅の所属線である芸備線と、当駅を終点とする福塩線が乗り入れ、接続駅となっている。ただし、福塩線の列車は運転系統上は三次駅まで乗り入れるため、当駅止まりの列車は無い。
かつては、芸備線の急行列車も停車していた。また、国鉄時代は、当駅は岡山と広島の管理局の境界（管理は岡山管理局）であった。

## 歴史
- 1930年（昭和5年）4月22日：芸備鉄道の田幸駅（たこうえき）として開業[2]。芸備線の両隣の駅よりも遅い開業である。
- 1933年（昭和8年）
  - 6月1日：芸備鉄道の一部国有化により、国有鉄道庄原線の駅となる[2]。
  - 11月15日：福塩北線が当駅から吉舎駅まで開業[3]。接続駅となる。
- 1934年（昭和9年）1月1日：塩町駅（2代目）に改称[2]。（初代）塩町駅は神杉駅に改称[2]。
- 1936年（昭和11年）10月10日：庄原線が三神線に編入され、当駅もその所属となる。
- 1937年（昭和12年）7月1日：三神線が芸備線の一部となり、当駅もその所属となる。
- 1938年（昭和13年）7月28日：当駅から福山駅までの全通により、福塩北線は福塩線の一部となる。
- 1983年（昭和58年）9月1日：芸備線CTC導入にあわせ、業務委託駅となる[4]。
- 1985年（昭和60年）12月1日：駅員無配置駅[5]（簡易委託駅）化。
- 1987年（昭和62年）4月1日：国鉄分割民営化により、JR西日本の駅となる[2]。
- 2002年（平成14年）3月23日：芸備線の急行列車がみよしに統合される。引き続き、当駅にも停車するが、三次駅 - 備後落合駅間は普通列車となる。
- 2005年（平成17年）4月1日：簡易委託を廃止し、無人駅となる。
- 2007年（平成19年）7月1日：芸備線の急行列車全廃。

## 駅構造
島式ホーム1面2線を有し、行き違い可能な地上駅。ホームと駅舎は1984年竣工の地下道で結ばれる。駅舎の事務室は塩町タクシー本社として使われていたが、現在は駅近くに移転したため使用されていない。また2005年までは出札業務が委託され、携帯型車内券発行機での出札が行われていたが、現在は無人駅扱いである。管理は三次管理駅が行っている。
ホームは芸備線と福塩線が方向別で共有している。駅の東城方で芸備線と福塩線が分岐するがその配線はシーサスクロッシングとなっている（渡り線がX字状になっている）。
便所は男女共用の汲み取り式である。

### のりば
| のりば | 路線                   | 方向 | 行先                   |
| ------ | ---------------------- | ---- | ---------------------- |
| 1      | 芸備線                 | 上り | 備後庄原・備後落合方面 |
| 1      | 福塩線                 | 上り | 上下・府中方面         |
| 2      | 芸備線 （ 福塩線含む） | 下り | 三次方面               |

- 本項ではJR西日本公式サイトの全域路線図[6]に従い路線記号ならびにラインカラーを表記している。
- 2番のりばは三次方からの入線及び備後落合方面・府中方面への発車にも対応している。

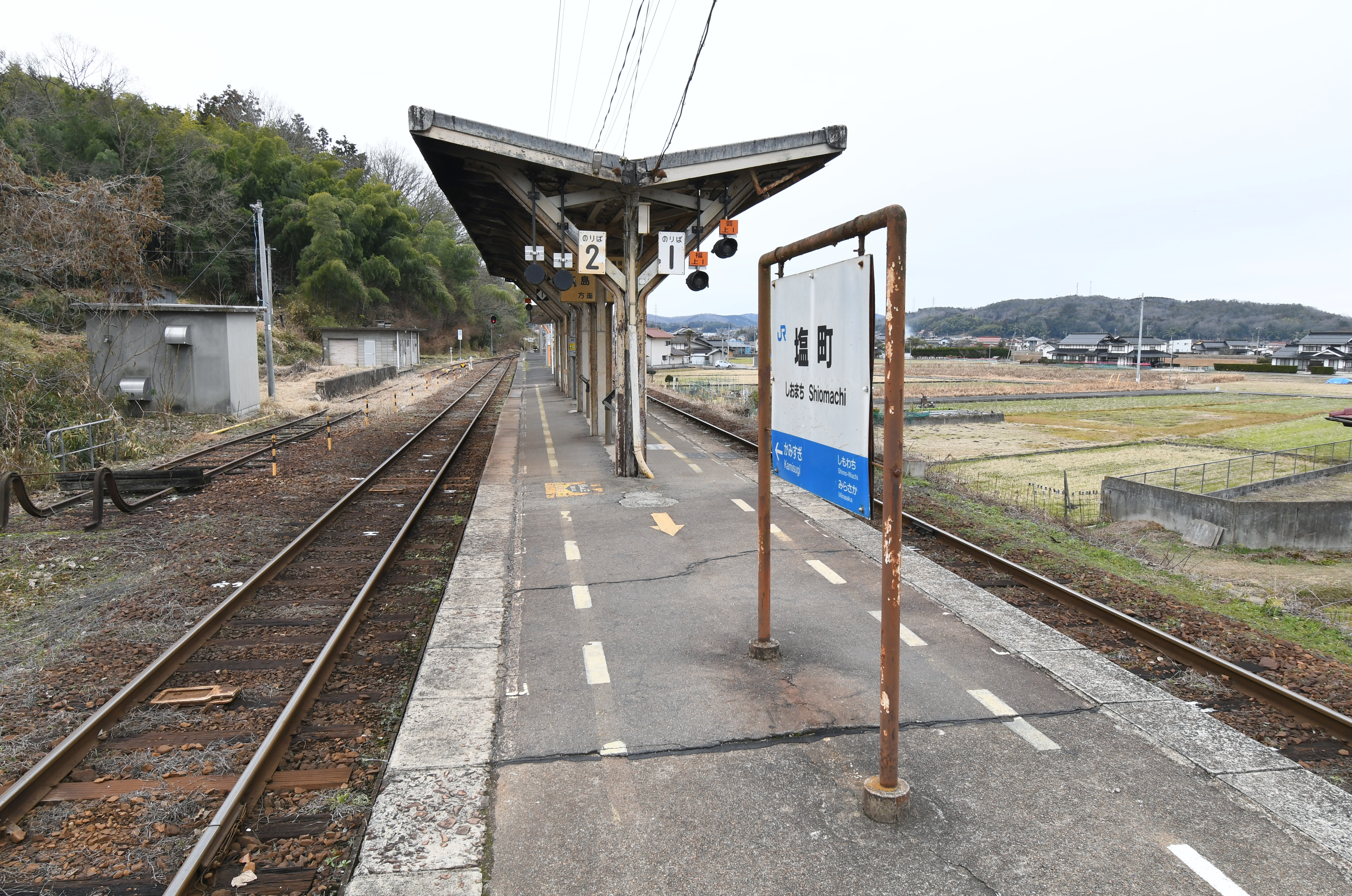
ホーム（2023年1月）
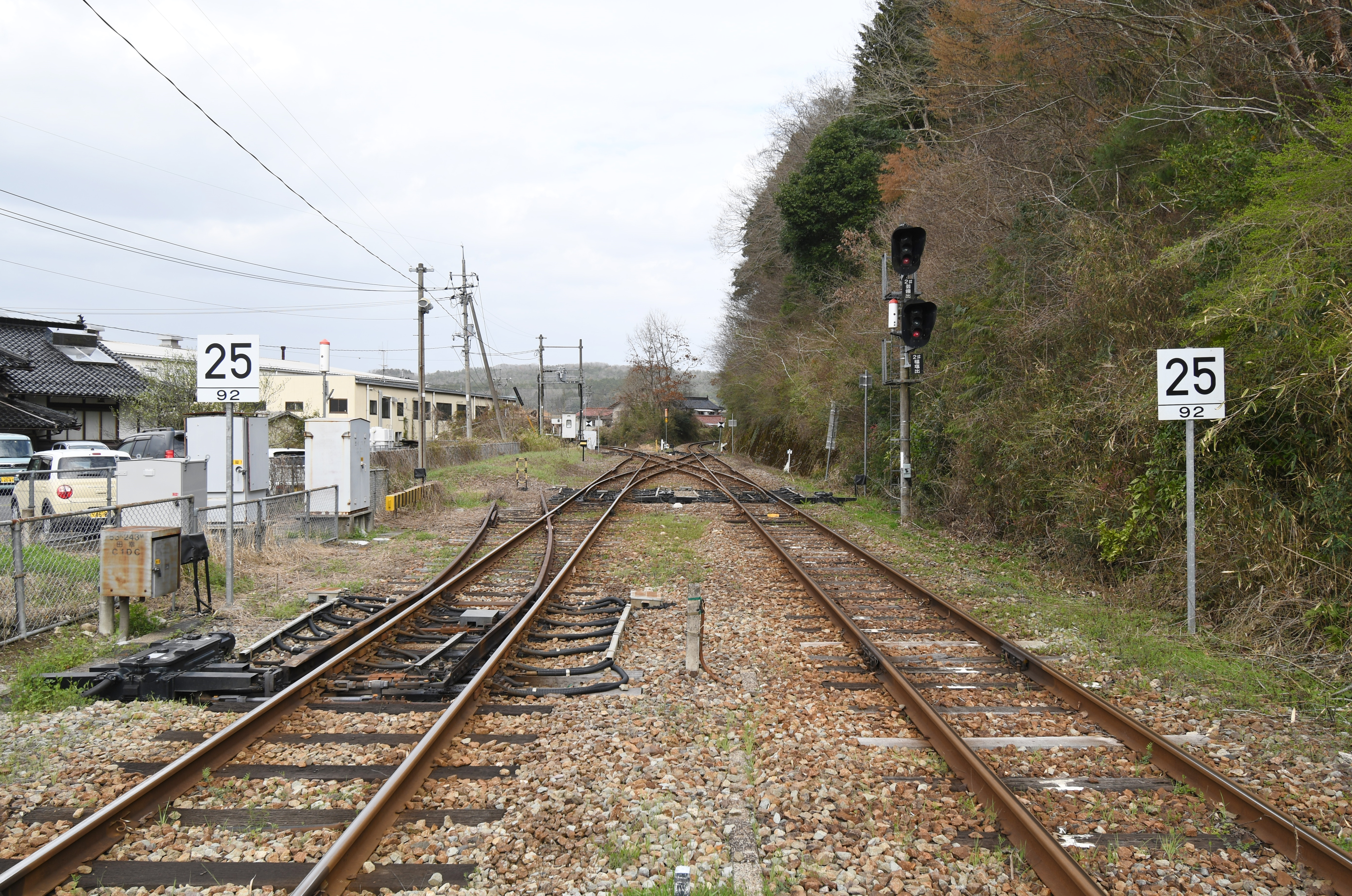
芸備線（左奥）と福塩線（右奥）の分岐（2023年3月）

## 利用状況
1日平均の乗車人員は以下の通り。
| 年度                | 1日平均 乗車人員 | 出典   |
| ------------------- | ---------------- | ------ |
| 1981年（昭和56年）  | 322              |        |
|                     |                  |        |
| 2002年（平成14年）  | 262              | [ 7 ]  |
| 2003年（平成15年）  |                  |        |
| 2004年（平成16年）  |                  |        |
| 2005年（平成17年）  |                  |        |
| 2006年（平成18年）  |                  |        |
| 2007年（平成19年）  |                  |        |
| 2008年（平成20年）  |                  |        |
| 2009年（平成21年）  |                  |        |
| 2010年（平成22年）  |                  |        |
| 2011年（平成23年）  | 167              | [ 8 ]  |
| 2012年（平成24年）  | 147              | [ 8 ]  |
| 2013年（平成25年）  | 156              | [ 8 ]  |
| 2014年（平成26年）  | 150              | [ 8 ]  |
| 2015年（平成27年）  | 150              | [ 8 ]  |
| 2016年（平成28年）  | 148              | [ 8 ]  |
| 2017年（平成29年）  | 139              | [ 8 ]  |
| 2018年（平成30年）  | 134              | [ 8 ]  |
| 2019年（令和 元年） | 137              | [ 8 ]  |
| 2020年（令和02年）  | 132              | [ 9 ]  |
| 2021年（令和03年）  | 136              | [ 10 ] |

## 駅周辺
- 塩町タクシー
- 国道184号
- 塩町郵便局
- 三次製作所（自動車部品製造）
- 三次市立塩町中学校
- 広島県立三次青陵高等学校

## 隣の駅
西日本旅客鉄道（JR西日本）
 芸備線
下和知駅 - 塩町駅 - 神杉駅
 福塩線（当駅 - 三次駅間は芸備線）
三良坂駅 - 塩町駅 - 神杉駅